# Franck Venaille
Pour les articles homonymes, voir Venaille.
Franck Venaille est un poète et écrivain français né le 26 novembre 1936 dans le 14e arrondissement de Paris où il est mort le 23 août 2018.
Sa poésie se caractérise par sa puissance expressive, cherchant à faire ressortir la part animale de l'homme, ses pulsions et ses angoisses.

## Biographie
Né en 1936 à Paris, Franck Venaille passe ses vingt premières années dans le 11e arrondissement de Paris. Il reviendra, quarante-cinq ans plus tard, sur cette enfance dans un quartier populaire dans le recueil Hourra les morts !, où il met à nu les éléments fondateurs de son œuvre.
Il est élevé dans un milieu catholique. Toutefois, au début des années 1950, il rompt avec la religion et l'institution cléricale,. En même temps, il commence un compagnonnage actif avec le parti communiste français,.
Dans son enfance, il effectue un séjour de trois mois en Belgique, à l'origine d'une attirance profonde pour les Flandres, qui vont apparaître dès lors dans la quasi-totalité de son œuvre — et en particulier dans La Descente de l'Escaut (1995), suscitant l'élaboration d'un univers mental où la spiritualité tient toute sa place.
Il accomplit un service militaire de deux ans durant la guerre d'Algérie. Cette épreuve ressurgit de loin en loin dans sa poésie, jusque dans ses recueils les plus tardifs. Elle forme la matière explicite de La Guerre d'Algérie (1978) et d'Algeria (2004).
Franck Venaille collabore à la revue Action poétique ( dès les années 1960) et à Orange Export Ltd (années 1970 et 1980). Il a également créé les revues Chorus (1968) et Monsieur Bloom (1978).
À partir de 1995, La Descente de l'Escaut, puis Tragique, Hourra les morts !, Le Tribunal des Chevaux (2000), Chaos (2006), Ça (2009), C'est à  dire (2012), La Bataille des Eperons d'or (2014)  - on peut lire dans l'incipit : « Ma vie nul ne la prend mais c’est moi qui la donne. Chaque jour je parcours des distances infinies qui me font traverser les anciennes frontières. Mon but ? Aller voir comment fonctionne le monde. J’en reviens à chaque fois brisé. L’état de guerre n’en finit pas. » -, Requiem de guerre (2017).
Franck Venaille est mort en août 2018, à 81 ans,.

## Prix et distinctions
- Le prix Mallarmé en 1996 pour La Descente de l'Escaut[3] ;
- Le prix Roger-Kowalski en 2001 pour Tragique[6] ;
- Le prix de poésie 2009 Robert Ganzo pour Ça ;
- Le prix Alain-Bosquet 2009[3] pour le même ouvrage ;
- Le Grand prix de poésie de l'Académie française 2011 pour l'ensemble de son œuvre[3] ;
- Le Prix Goncourt de la poésie en 2017 pour le recueil Requiem de guerre[3]. Dans son discours, l'écrivain Tahar Ben Jelloun a notamment déclaré :Vous écrivez sur tout ce qui vous ronge, vous bouleverse, fait de vous un blessé qui n’abdique pas. Vous ramassez vos souvenirs, témoins de souffrance pour les jeter en haute mer pour qu’ils s’y noient. Votre seul bien c’est l’écriture. Votre capital, votre souffle et votre nécessité. Vous dites : « Écrire m’a fait. Écrire m’accompagne jusqu’à la fin ».
- Le Grand prix national de la poésie 2017 pour l'ensemble de son œuvre également[7], des mains de la ministre de la Culture Audrey Azoulay, qui a récompensé :  une œuvre dont la langue poétique, porteuse d’un souffle intense et d’une voix singulière sert merveilleusement des textes chargés du sens tragique de l’existence.

## Œuvres
- Papiers d'identité, PJO, 1966.
- L’Apprenti foudroyé, PJO, 1969, Ubacs, 1986, Les Écrits des Forges, 1987.
- Pourquoi tu pleures, dis pourquoi tu pleures ? Parce que le ciel est bleu... Parce que le ciel est bleu !, PJO, 1972, Atelier La Feugraie, 1984.
- Caballero Hôtel, Paris, Minuit, 1974.
- Noire : Barricadenplein, Orange Export Ltd., 1977
- La Guerre d’Algérie, Paris, Minuit, 1978.
- Jack-to-Jack, Luneau-Ascot, 1981.
- La Procession des pénitents, Monsieur Bloom, 1983.
- Opera buffa, Paris, Imprimerie nationale, Littérature, 1989.
- La Descente de l’Escaut, Bussy-le-Repos, Obsidiane, 1995.
- Tragique, Bussy-le-Repos, Obsidiane, 2001.
- Hourra les morts !, Bussy-le-Repos, Obsidiane, 2003.
- Algeria, Paris, Melville / Léo Scheer, 2004.
- Chaos, Paris, Mercure de France, 2007.
- Ça, Paris, Mercure de France, 2009.
- C'est-à-dire, Paris, Mercure de France, 2012. Ciò è, traduction en italien de Bruno di Biase. Finis Terrae, 2021.
- La Bataille des éperons d’or, Paris, Mercure de France, 2014.
- Requiem de guerre, Paris, Mercure de France, coll. « Poésie », 2017.
- L'enfant rouge, Paris, Mercure de France, coll. Bleue, 2018, 112 p.

### Récits
- La Tentation de la sainteté, Paris, Flammarion, 1985, rééd. Flammarion/Léo Scheer.
- La Halte belge, Portiragnes, Cadex, 1994.
- Le Tribunal des chevaux, Paris, L’arbalète-Gallimard, 2000.

### Anthologie
- Capitaine de l’angoisse animale, Bussy-le-Repos, Obsidiane – Le Temps qu’il fait, 1998.

in "Un Nouveau monde" Poésies en France(1960-2010) Flammarion 2017 

### Réédition
- La Descente de l'Escaut suivi de Tragique, Paris, Poésie/Gallimard, 2010.

### Autres
- Deux, roman-photo (en collaboration avec Jacques Monory), Tirage à part, 1973.
- Cavalier/Cheval, Imprimerie nationale, Littérature, 1989, Paris, Le Castor astral / Les Écrits des Forges, 2003.
- Le Sultan d’Istamboul, Salvy, Les Écrits des Forges, 1991.
- Je me suis mis en marche, film de Martin Verdet, avec Franck Venaille et Laurent Ziserman, autour de La Descente de l'Escaut,.récit épique racontant l'histoire d’un homme malade remontant un fleuve, et film intimiste qui voit le même homme tourner en rond dans son bureau pour traduire cette marche en un flot de mots.
- L’Etat des lieux sera dressé à onze heures en présence de la femme du poète, film de Martin Verdet. Filmé dans un bureau qui se vide après la mort de son occupant. Mais alors qu’on lit au générique « Et sans Franck Venaille », l’écrivain est omniprésent. Et sa femme, Micha Venaille et Martin Verdet qui trient les documents rappellent qu’une archive, aussi longtemps qu’on la manipule, est la vie même, et pas l’image de la mort. Prix Institut Français Louis Marcorelles du meilleur film de la Sélection française au festival Cinéma du ré

### Musique
- Écriture du livret de Verlaine Paul, opéra de Georges Bœuf, interprété par le baryton François Le Roux (création à l'Opéra de Nancy le 29 octobre 1996. Et à l'Opéra de Marseille en 2003).

### Essais
- Trieste, Ceyzérieu, Champ Vallon, 1985.
- Les Grands Opéras de Mozart, Paris, Imprimerie nationale, 1989.
- Les Enfants gâtés, in Les Diplomates disparus de Cyril Connolly, Salvy, 1989.
- K.L.A.S.E.N., opéra en trois actes et quinze scènes, Marval, Galerie Fanny Guillon Lafaille, 1989.
- Frans van Etterbeek, in « Itinéraires littéraires en Lozère : Cévennes », Jacques Brémond, 1989.
- Umberto Saba, Paris, Seghers, coll. Poètes d’aujourd’hui, 1989.
- Pierre Morhange, Paris, Seghers, coll. Poètes d’aujourd’hui, 1992.
- Écrire contre le père, Jacques Brémond, 1996.
- Le Cheval d’Érasme, in Résidences secondaires, Portiragnes, Cadex, 1996.
- Pierre Jean Jouve. L'homme grave, Paris, Jean-Michel Place/Poésie, 2004.
- C'est nous les modernes, Paris, Flammarion, 2010.

### Entretiens et autres
- Comme arrachées d’un livre, in Haine de la poésie, Paris, Christian Bourgois, 1979.
- L’Homme en guerre (interventions et textes de Franck Venaille, entretiens avec Dominique Labarrière, Bernard Pozier, Thierry Renard et Hubert Lucot), Vénissieux, Paroles d’Aube, 1995 ; rééd. Waterloo (Belgique), La Renaissance du livre (édition augmentée des entretiens avec Alain Marc et Emmanuel Moses), 2000.

## Sur son œuvre

### Livres
- George Mounin, Franck Venaille, coll. « Poètes d'aujourd'hui » dirigée par Bernard Delvaille, Ed. Seghers, 1982.
- Franck Venaille fait partie des écrivains recensés par Alain Marc dans Écrire le cri[8].

### En revue
- Revue Le Matricule des anges, n° 16, entretien « L'Autobiographie de la douleur et du grotesque » avec Emmanuel Laugier, juin/juillet 1996.
- Revue Contre Vox, dossier « Football et littérature » (article « le Foot de Venaille, ou la guerre poursuivie par d'autres moyens » d'Alain Marc), n° 5, HB éditions, Aigues-vives, juin 1998.
- Revue Le Matricule des anges, n° 37, dossier, décembre 2001/février 2002.
- Revue Cervelle, n° 14 (article « Les questions de Franck Venaille » d'Alain Marc), Amiens, octobre 2003 ; rééd. sur le site Recours au poème, avril 2013 [lire en ligne].
- Revue Europe, n° 938-939 « Franck Venaille », juin-juillet 2007. Numéro consacré à Franck Venaille - en couverture -  avec des interventions entre autres de Pascal Commère, William Cliff, Christian Boltanski, Emmanuel Moses, Patrick Beurard-Valdoye, Emmanuel Laugier, Marc Blanchet..
- 30 ans, 30 auteurs, étude du poète et photographe Marc Blanchet - Centre national du livre, 2010.
- Revue Secousse : 23 évocations, souvenirs, études, des textes rares de Franck Venaille, un album photo - Secousse n°24 [lire en ligne], septembre 2019.
- En attendant Nadeau, hommages, 23 octobre 2018.

### Théâtre
- Pourquoi tu pleures, dis pourquoi tu pleures ? Parce que le ciel est bleu... Parce que le ciel est bleu !, a été adapté par le théâtre CDA d'Ambly (Belgique), mis en scène par M. Penasse, joué à Paris dans la cave de Guy-Max Hiri dans le Marais par Philippe Angot.